# Титулярний правитель
«Титулярний правитель», чи «Титулярний голова», — це особа, яка обіймає офіційну керівну (головну або панівну) посаду, одначе  не має фактичних (де-факто) повноважень, щоб мати можливість сильно впливати на діяльність тієї структури в якій він займає дану посаду, або він зовсім немає жодних повноважень, та виконує лише «церемоніальну роль». Іноді людина може обіймати посаду титулярного лідера (голови), але водночас мати більше влади (повноважень), ніж зазвичай очікується, від даної посади внаслідок його особистих рис, особистості чи великого досвіду. Термін «Титулярний правитель» не обмежується виключно політичним лідерством, а також може стосуватися будь-якої організації, наприклад, корпорації, релігійної організації, тощо.

## Етимологія
«Титулярний» термін в англійській мові утворюється від поєднання латинського "titulus" (титул) та англійського суфікса "-ar",  що означає «той, що належить до».

## Використання
У більшості сучасних держав світу де функціонує форма правління парламентська республіка, президент держави, хоча є головою держави, одначе він втрачає більшість своїх повноважень на користь парламенту чи уряду країни, тим самим виконуючи роль лише «титулярним лідером». Інколи навмисно створюється з нуля державна посада метою якої є зайняти становище «титулярного лідера» держави.  У першому випадку лідер часто може мати значні повноваження, перелічені в конституції держави, але більше не може їх здійснювати через історичні та законодавчі зміни які відбулися в цій державі. В другому випадку в юридичному документі, наприклад в Конституції, часто чітко зазначено, що політичний лідер держави не повинен мати великі повноваження, та фактично бути безвладним. Голови держав, які обіймають посади «титулярного лідера», зазвичай розглядаються як «символ» який може символізувати політичну єдність народу чи держави, і який повинен виконувати символічну роль в «керуванні» народом та державою. 

### Приклади
- Наполеон II недовго був титулярним імператором Франції після другого зречення свого батька у 1815 році.
- Імператор Японської імперії Сьова залишався титулярним правителем після капітуляції Японії у Другій світовій війні.[4]
- Президенти як Ізраїлю, так і Ірландії мають переважно церемоніальні обов'язки та вважаються титулярними лідерами.
- Президент Китаю, якщо він одночасно не обіймає посаду Генерального секретаря КПК, здебільшого виконує церемоніальну функцію з обмеженими повноваженнями.[5]
- Правлячі монархи Сполученого Королівства Великобританії та Північної Ірландії.

## Не плутати з «епонімом»
Поширеною плутаниною є слово та поняття «епонім». Це означає, що установа, об'єкт, місце, артефакт тощо отримує свою назву або титул від конкретної особи. Наприклад, лідер боротьби за незалежність Латинської Америки Сімон Болівар не є титулярним правителем Боліваріанської Республіки Венесуела, а її епонімом.